# Ekosystem leśny
Ekosystem leśny – zwany również biogeocenozą stanowi zespół populacji roślin i zwierząt leśnych (biocenoza) wraz z elementami przyrody nieożywionej (atmosfera, pedosfera), które stanowią środowisko abiotyczne danej wspólnoty życiowej (biotop).
Niekiedy cały kompleks leśny traktowany jest jako jeden wielki ekosystem, ale w rzeczywistości duży masyw leśny nie jest jednorodnym układem ekologicznym, gdyż wykazuje zróżnicowanie na elementarne ekosystemy o odmiennych stosunkach biocenotycznych i siedliskowych, widocznych nawet w fizjonomii poszczególnych fragmentów roślinności.
Z ekologicznego punktu widzenia określić go więc można jako kompleks ekosystemów leśnych.
Na stosunkowo dużych obszarach zespół różnych ekosystemów (np. leśnych, łąkowych, wodnych) może tworzyć całość przyrodniczą wyższego rzędu, wyodrębnionych na podstawie kryteriów fizycznogeograficznych (geologicznej budowy, rzeźby terenu, stosunków glebowo-gruntowo-hydrologicznych, florystycznych, faunistycznych itp.) jako jednostkę przestrzenną o pewnych charakterystycznych cechach fizjonomicznych, zwanych makrosystemem ekologicznym lub inaczej krajobrazem.